# كامبوبيلو دي مازارا
كامبوبيلو دي مازارا (بالإيطالية: Campobello di Mazara)‏ هي بلدية في مقاطعة تراباني في صقلية الإيطالية.

## السكان
في سنة 1861 بلغ عدد السكان 5٬445 نسمة، وتطور العدد ليصل في سنة 2011 لـ 11٬580 نسمة.
يظهر هذا المخطط البياني تطور النمو السكاني لـ كامبوبيلو دي مازارا